# لین یون
لین یون (费霞؛ زادهٔ ۱۶ آوریل ۱۹۹۶) بازیگر زن اهل چین است.

## فیلم
| سال  | نام                      | نقش              |
| ---- | ------------------------ | ---------------- |
| ۲۰۱۶ | پری دریایی               | شان (پری دریایی) |
| ۲۰۱۷ | سفر به غرب: بازگشت شیطان | روح استخوان سفید |
| ۲۰۱۸ | چنگیز خان                | بورته            |